# Šimunčevec
Šimunčevec je naselje u blizini Grada Zagreba, nalazi se u gradskoj četvrti Sesvete, u podnožju Medvednice. Oko Šimunčevca se nalaze naselja: Vugrovec, Goranec, Jalševec, Čučerje, Planina Gornja i Donja, Prekvršje, Đurđekovec, i dr.
Do Šimunčevca se može doći ZET-ovom autobusnom linijom 280 iz Dupca (Dubec).

## Stanovništvo
Prema popisu stanovništva iz 2001. godine, naselje je imalo 282 stanovnika te 93 obiteljskih kućanstava. Prema popisu stanovništva 2011. godine naselje je imalo 271 stanovnika.
| broj stanovnika | 241   | 266   | 285   | 303   | 323   | 428   | 405   | 422   | 406   | 387   | 353   | 284   | 277   | 263   | 282   | 271   | 298   |
|                 | 1857. | 1869. | 1880. | 1890. | 1900. | 1910. | 1921. | 1931. | 1948. | 1953. | 1961. | 1971. | 1981. | 1991. | 2001. | 2011. | 2021. |